# Atrapats (pel·lícula de 1949)
Atrapats (títol original en anglès Trapped) és una pel·lícula estatunidenca dirigida per Richard Fleischer i estrenada l'any 1949. La pel·lícula es va doblar al català.

## Repartiment
- Lloyd Bridges: Tris Stewart
- Barbara Payton: Meg Dixon, alias Laurie Fredericks
- John Hoyt: Agent John Downey, alias Johnny Hackett
- James Todd: Jack Sylvester
- Russ Conway: Agent Gunby
- Robert Karnes: Agent Fred Foreman